# Juan Pablo Olyslager
Juan Pablo Olyslager (* 1975) ist ein Schauspieler und Produzent aus Guatemala, der vor allem wegen seiner Zusammenarbeit mit Jayro Bustamante international bekannt wurde. Er begann seine Schauspielkarriere in Werbespots, besuchte die Schauspielschule und arbeitete in London, New York City, Los Angeles und Havanna. 2019 gewann er den Outfest-Preis als bester Schauspieler im Drama Das Beben.

## Filmografie (Auswahl)
- 2016: The Killing Hour
- 2017: September
- 2019: Das Beben (Temblores)
- 2019: La Llorona
- 2024: Rita